# Општина Старо Бешеново
Општина Старо Бешеново (рум. Dudeştii Vechi, буг. Стар Бешенов) је сеоска општина у округу Тимиш у западној Румунији.

## Природни услови
Општина Старо Бешеново се налази у источном, румунском Банату и гранична је са подручјем Србије. Општина је равничарског карактера.

## Становништво и насеља
Општина Старо Бешеново имала је према последњем попису 2002. године 4.481 становник, од чега Банатски Бугари чине 65%, а Румуни 30%.
Општина се састоји из 3 насеља:
- Бугарска Колонија
- Кеглевић
- Старо Бешеново - седиште општине